# Louis Bleuzet
Louis Bleuzet es un oboísta francés nacido en Hazebrouck el 26 de abril de 1871 y fallecido en 1941.

## Biografía
Obtuvo el Primer premio de oboe, y fue solista de la Ópera de París y profesor del Conservatorio de París.